# Championnat de Croatie de football 2017-2018
Navigation
Saison 2016-2017 Saison 2018-2019
La saison 2017-2018 de Prva Liga est la vingt-septième édition de la première division croate. La saison régulière prend place du 14 juillet 2017 au 19 mai 2018, suivi d'un barrage de relégation opposant l'avant-dernier du champion au deuxième de deuxième division.
Les dix meilleurs clubs du pays sont regroupés au sein d'une poule unique où ils s'affrontent à quatre reprises, deux fois à domicile et à l'extérieur, pour un total de 180 matchs.
En fin de saison, le premier au classement est sacré champion de Croatie et se qualifie directement pour le deuxième tour de qualification de la Ligue des champions 2018-2019. Le vainqueur de la Coupe de Croatie 2017-2018 est quant à lui qualifié pour le troisième tour de qualification de la Ligue Europa 2018-2019, tandis que les deuxième et troisième du championnat se qualifient respectivement pour le deuxième et le premier tour de qualification de la compétition. La place du vainqueur de la Coupe peut être réattribuée au deuxième du championnat si celui-ci est déjà qualifié pour une compétition européenne par le biais du championnat, rendant la quatrième place également qualificative. Dans le même temps, le dernier du classement est directement relégué en deuxième division tandis que l'avant-dernier doit disputer un barrage de relégation face au deuxième de cette même division.
Elle voit le Dinamo Zagreb remporter son dix-neuvième titre de champion de Croatie, succédant à l'HNK Rijeka, qui termine quant à lui deuxième du championnat, tandis que la troisième place est occupée par l'Hajduk Split. Le premier se qualifie pour la Ligue des champions 2018-2019 tandis que les deux autres prendront part à la Ligue Europa 2018-2019 en compagnie du quatrième le NK Osijek. À l'autre bout du classement, l'HNK Cibalia termine dernier et est relégué en deuxième division tandis que l'Istra 1961, avant-dernier, se maintient à l'issue du barrage de relégation.
L'Algérien Hilal Soudani du Dinamo Zagreb termine meilleur buteur de la compétition avec un total de dix-sept buts inscrits.

## Participants
Un total de dix équipes participent au championnat, neuf d'entre elles étant déjà présentes la saison précédente, auxquelles s'ajoute le NK Rudeš, promu de deuxième division qui remplace le RNK Split, relégué lors de la dernière édition.
Parmi ces clubs, quatre d'entre eux n'ont jamais quitté le championnat depuis sa fondation en 1992 : le Dinamo Zagreb, l'Hajduk Split, le NK Osijek et l'HNK Rijeka. En dehors de ceux-là, le Slaven Belupo évolue continuellement dans l'élite depuis 1996 tandis que l'Istra 1961 et le Lokomotiva Zagreb sont présents depuis 2009.
Légende des couleurs
- 2e tour de qualification pour champions de la Ligue des champions 2017-2018
- 3e tour de qualification de la Ligue Europa 2017-2018
- 2e tour de qualification de la Ligue Europa 2017-2018
- 1er tour de qualification de la Ligue Europa 2017-2018
- Promu de deuxième division

| Club              | Se maintient depuis | Classement 2016-2017 | Entraîneur       | Stade              | Capacité théorique |
| ----------------- | ------------------- | -------------------- | ---------------- | ------------------ | ------------------ |
| HNK Rijeka        | 1992                | 1                    | Matjaž Kek       | Stade Rujevica     | 8 274              |
| Dinamo Zagreb     | 1992                | 2                    | vacant           | Stade Maksimir     | 38 079             |
| Hajduk Split      | 1992                | 3                    | Željko Kopić     | Stade de Poljud    | 34 448             |
| NK Osijek         | 1992                | 4                    | Zoran Zekić      | Stade Gradski vrt  | 22 050             |
| Lokomotiva Zagreb | 2009                | 5                    | Goran Tomić      | Stade Kranjčević   | 8 850              |
| Istra 1961        | 2009                | 6                    | Darko Raić-Sudar | Stade Aldo Drosina | 8 923              |
| Slaven Belupo     | 1996                | 7                    | Željko Kopić     | Stade Gradski      | 3 134              |
| Inter Zaprešić    | 2015                | 8                    | Samir Toplak     | Stade ŠRC Zaprešić | 5 228              |
| HNK Cibalia       | 2016                | 9                    | Davor Rupnik     | Stade HNK Cibalia  | 10 000             |
| NK Rudeš          | 2017                | 1 (D2)               | José Manuel Aira | Stade Kranjčević   | 8 850              |

1. 1 2 3 4  On ne peut pas exactement parler de promotion pour ce club puisqu'il a directement rejoint la première division dès 1992, date de création du championnat. Depuis cette date, il n'a jamais connu de relégation.

## Compétition

### Classement
Le classement est établi sur le barème de points classique (victoire à 3 points, match nul à 1, défaite à 0). Pour départager les égalités, on tient d'abord compte des points en confrontations directes, puis de la différence de buts en confrontations directes, puis de la différence de buts générale, puis du nombre de buts marqués et enfin du nombre de point de fair-play.